# Karl Thewalt (Richter)
Karl Thewaldt (* 17. Februar 1825 in Wallmerode; † 2. Juli 1895 in Braubach) war ein deutscher Richter.

## Leben
Der Sohn eines Obermedizinalrats aus Limburg an der Lahn studierte an der Philipps-Universität Marburg und der Ruprecht-Karls-Universität Heidelberg Rechtswissenschaft. Er war katholisch. Er wurde 1844 Mitglied des Corps Hasso-Nassovia und dann des Corps Nassovia Heidelberg. Am 21. August 1848 wurde er auf den nassauischen Landesherrn vereidigt. 1859 wurde er Gerichtsassessor beim Justizamt und 1861 Hofgerichtsassessor. 1864 erfolgte die Ernennung zum Hof- und Appellationsgerichtsrat in Dillenburg. 1867 wurde er zum Direktor des Kreisgerichts Dillenburg befördert. 1871 kam er als Oberappellationsgerichtsrat nach Berlin. 1874 wechselte er als Rat an das Preußische Obertribunal. 1879 wurde er an das neugegründete Reichsgericht berufen. Er war im II. Strafsenat des Reichsgerichts tätig. Er trat 1893 als Reichsgerichtsrat in den Ruhestand.